# Орден Таковского креста
Орден Таковского креста (серб. Орден Таковског крста) — государственная награда Княжества Сербия, с 1882 года — Королевства Сербия. Был учреждён в 1865 году. Орден имел 5 степеней.

## История
Орден Такова учреждён Михаилом III Обреновичем в 1865 году как знак отличия для ветеранов освободительной войны, провозглашённой на созванном князем Милошем историческом Народном собрании 1815 г. близ селения Такова. В 1876 г. князь Милан установил для него пять классов. Династический характер ордена стал особенно наглядным, когда Милан должен был в 1889 г. отречься от короны в пользу сына и, приняв имя графа Такова, уехал за границу.
Знак ордена – мальтийской формы крест белой эмали, вписанный в лавровый венок и наложенный на андреевский крест; девиз ЗА ВѢРУ КНѦЗѦ И ОТЕЧЕСТВО. Классы различаются по размеру, наличию или отсутствию венчающей композицию короны. Два старших имеют звёзды.
После дворцового переворота 1903 г., сопровождавшегося истреблением семьи Обреновичей, на смену им пришла династия их соперников Карагеоргиевичей. Орден Такова и учреждённый князем Александром в 1898 г. орден Милоша Великого 4 классов (за особые заслуги перед домом Обреновичей) были упразднены.

## Описание
Элементы художественного оформления знака ордена и звезды

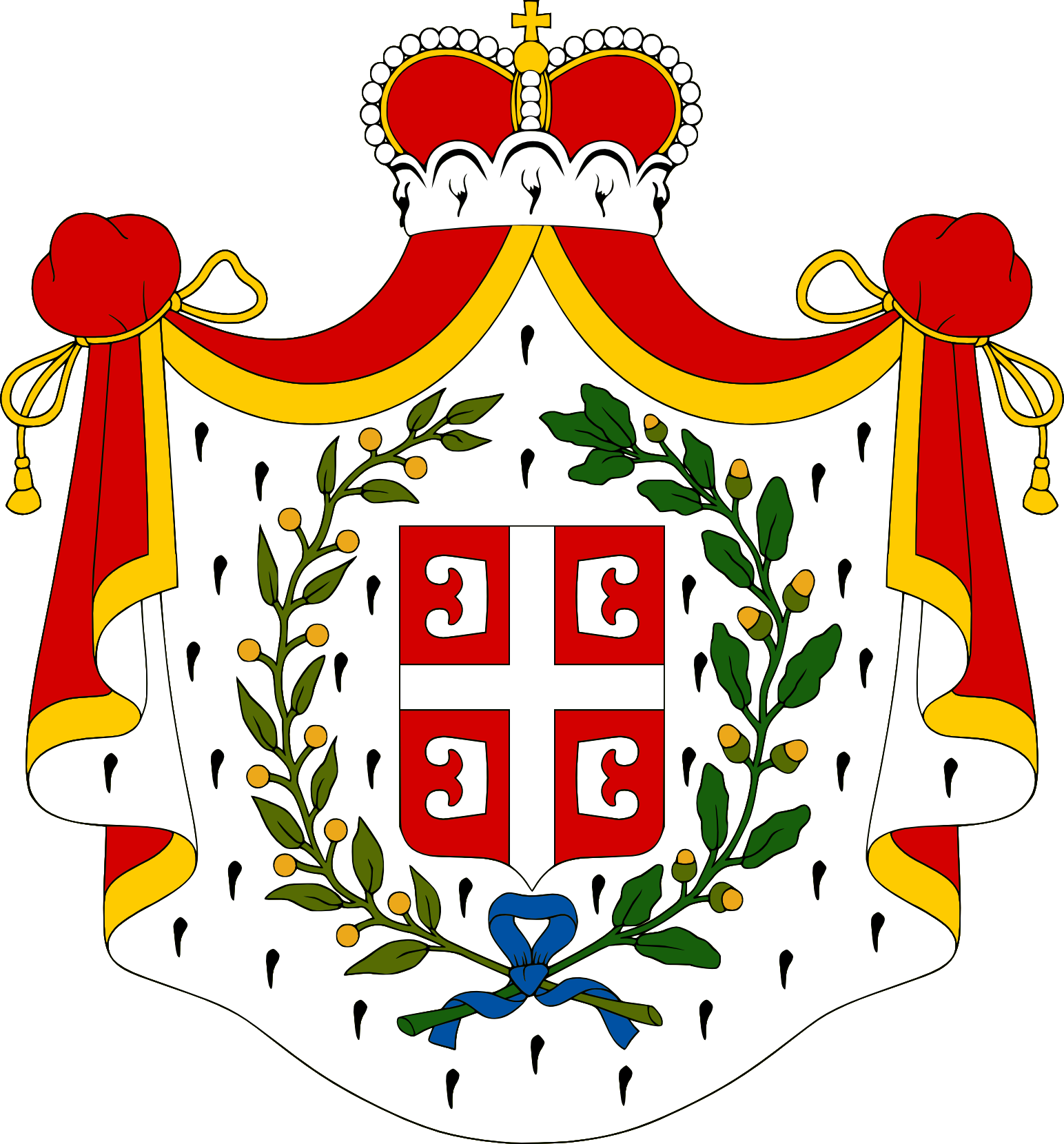
Герб Княжества Сербия
Мальтийский крест
Андреевский крест

## Знаки ордена
| 1-я степень | 2-я степень | 3-я степень | 4-я степень | 5-я степень |
| ----------- | ----------- | ----------- | ----------- | ----------- |
|             |             |             |             |             |
|             |             |             |             |             |